# Pierreuse
Pour les articles homonymes, voir Pierreuse (homonymie).
Pierreuse est un sous-quartier faisant partie du quartier administratif du centre à Liège. Il est situé au pied de la Citadelle et derrière le palais des Princes-Évêques de Liège et la gare de Liège-Saint-Lambert.

## Géographie urbaine
Le sous-quartier de Pierreuse comprend, les rues Pierreuse, Volière, Fond Saint-Servais, Au Péri, Favechamps ainsi que la Cour des Minimes et l'escalier de la Montagne de Bueren.
Vu sa topographie, aucune ligne de transport en commun ne sillonne ce sous-quartier. Tous les arrêts de bus qui le desservent sont établis à sa périphérie.

## Historique
Axe de communication très pentu jusqu'aux hauteurs de Sainte-Walburge et reliant, dès le VIIIe siècle, la Civitas Leodio à la Civitas Tungrorum, l'actuelle rue Pierreuse était, à l'époque, envahie par des torrents de boue charriant des pierres après de fortes précipitations. Les habitants, pour faciliter le charroi important, prirent l'habitude de disposer des pierres en lignes parallèles sur la chaussée permettant la circulation pendant et après la pluie. La rue fut ainsi baptisée È pirheuse (« En pierreuse » en wallon).
Vers l'an 1000, Notger, premier prince-évêque de Liège, fait ériger une immense fortification qui relie différentes églises de la cité. Afin de se fournir en pierre, il fait ouvrir plusieurs péris (« carrières de pierre » en wallon) derrière son palais. Ces tranchées, creusées dans les flancs de la colline, montent depuis la vallée de la Légia jusqu'à l'actuelle citadelle. L'une d'entre elles a donné naissance à l'actuelle Au Péri.
Ce sous-quartier devenu prolétaire avec la révolution industrielle apparue pendant la seconde moitié du XIXe siècle fait aujourd'hui l'objet d'une réhabilitation et de l'implantation de groupes sociaux plus aisés. Il est également connu pour les nombreux combats menés contre les grands chantiers — réaménagement de la gare de Liège-Palais (depuis renommé Liège-Saint-Lambert) et extension du palais de justice — qui l'ont modifié. Une trentaine d'associations à but non lucratif ont leur siège en Pierreuse.